# اكذب علي (مسلسل)
 أكذب علي (بالإنجليزية: Lie to Me)‏ هو مسلسل تلفزيوني أمريكي أنتجته شبكة فوكس التلفزيونية، وهو من بطولة الممثل (تيم روث)، المسلسل بدأ عرضه في 21 يناير 2009.
تدور قصة المسلسل حول الدكتور كال لايتمان، هو طبيب نفساني عبقري، لديه خبرة في لغة الجسد وخاصة تعابير الجسد الدقيقة، ومؤسس مجموعة لايتمان، وهي شركة خاصة تعمل بشكل مستقل لمساعدة التحقيقات في تطبيق القوانين المحلية والاتحادية من خلال علم النفس التطبيقي.

## الشخصيات الرئيسية
| الشخصية         | الممثل         | المواسم | معلومات |
| --------------- | -------------- | ------- | --- |
| د. كال لايتمان  | تيم روث        | 1، 2، 3 | الدكتور لايتمان: يستطيع كشف الحقيقة عن طريق تحليل الشخص عن طريق الوجه، أو الهيئة أو الكلام او نبرة الصوت او حركات الأجسام سواء ً الاكتاف أو الشفايف أو غيرها، والدكتور يكون يعلم من يكذب ومن يقول الحقيقة، ولكن هذه القدرة العلمية للدكتور، تكون اما نعمه او نقمه في حياته الشخصية، سواء ً في عائلته أو بين اقاربه واصدقائه، الدكتور لايتمان يرأس فريقا ً من الخبراء الذين يتعلمون تحت يد الدكتور ويقومون بمساعدة، الحكومة الأمريكية في الحد من الجرائم والقبض على المجرمين.. |
| د. جيليان فوستر | كيلي ويليامز   | 1، 2، 3 | الدكتورة جيليان فوستر موهبة في علم النفس وهي شريكة في شركة ليتمان وتحقق التوازن في العمل. |
| ريا توريس       | مونيكا رايموند | 1، 2، 3 | ريا توريس وهي منظمه حديثا ً للمنظمه، ولديها موهبه في كشف الخداع، وهي تلميذه لدى الدكتور ليتمان، وتحاول ان تتعلم منه بشتى الطرق، ولديها طاقة لا يستهان بها.. |
| ايلي لوكير      | بريندان هاينز  | 1، 2، 3 | ايلي لوكير الباحث في المنظمة والمدقق، ويقول رأيه في جميع الأوقات وأحد المتدربين أيضا ً، لدى الدكتور ليتمان، ولديه ذكاء أيضا ً. |

## روابط خارجية
- اكذب علي على موقع IMDb (الإنجليزية)
- اكذب علي على موقع ميتاكريتيك (الإنجليزية)
- اكذب علي على موقع روتن توميتوز (الإنجليزية)
- اكذب علي على موقع نتفليكس (الإنجليزية)
- اكذب علي على موقع كينوبويسك (الروسية)
- اكذب علي على موقع ألو سيني (الفرنسية)
- اكذب علي على موقع قاعدة بيانات الفيلم (الإنجليزية)